# Конець (Подпорозький район)
Конець (рос. Конец) — присілок у Подпорозькому районі Ленінградської області Російської Федерації.
Населення становить 1 особу. Належить до муніципального утворення Вознесенське міське поселення.

## Історія
Згідно із законом від 1 вересня 2004 року № 51-оз належить до муніципального утворення Вознесенське міське поселення.

## Населення
| 1873 | 1885 | 1905 | 1928 | 1961 | 1997 | 2007 |
| ---- | ---- | ---- | ---- | ---- | ---- | ---- |
| 147  | ↘70  | ↗210 | ↗260 | ↘73  | ↘8   | ↘1   |
| 2010 |      |      |      |      |      |      |
| →1   |      |      |      |      |      |      |